# Viaduc de Fadalto
Le viaduc de Fadalto (en italien viadotto Fadalto) est un pont en poutre-caisson autoroutier de l'A27 situé à proximité de Fadalto, dans le nord de la province de Trévise, en Vénétie (Italie).

## Historique
Les deux viaducs autoroutiers construits en béton précontraint sont achevés en 1995. L'ouvrage en poutre à hauteur variable comporte un sens de circulation de deux voies chacun, limitées par des glissières de sécurité avec une bande d'arrêt d'urgence.